# Wayne (comtat d'Ashtabula)
Wayne (en anglès: Wayne Township) és un township situat al comtat d'Ashtabula, a l'estat d'Ohio, Estats Units d'Amèrica. L'any 2010 tenia 630 habitants.

## Geografia
El municipi de Wayne està situat a les coordenades 41°32'16"N 80°39'26" / 41.53778, -80.65722. Segons l'Oficina del Cens dels Estats units, el terme municipal té una superfície total de 62.45 km², dels quals 62,01 km² corresponen a la península i 0,44 km² corresponen a aigua.

## Demografia
Segons el cens de 2010, hi havia 630 persones residint al municipi de Wayne. La densitat de població era de 10,09 hab./km². Dels 630 habitants de Wayne, el 95,08 % eren blancs, el 0,95 % eren afroamericans, el 0,63 % eren amerindis, el 1,75 % eren asiàtics, el 0,79 % eren d'altres races i el 0,79 % eren una barreja de races. Del total de la població, el 1,27 % eren hispans o lllatins de qualsevol raça.